# Nuevo Partido Pantera Negra
El Nuevo Partido Pantera Negra (NBPP), cuyo nombre formal es el Nuevo Partido Panteras Negras para la Autodefensa, es un partido político nacionalista negro estadounidense fundado en 1989 en Dallas, Texas. A pesar de su nombre, el NBPP no es un sucesor oficial del Partido Pantera Negra. Los miembros del Partido Pantera Negra original han insistido en que la parte más reciente es ilegítima y han objetado firmemente que "no hay ningún Nuevo Partido Pantera Negra". La Liga Antidifamación y el Centro Legal para la Pobreza Sureña, clasifican a las Nuevas Panteras Negras como un grupo de odio.
Cuando el exministro de la Nación del Islam (NOI) Khalid Abdul Muhammad se convirtió en el presidente Nacional del NBPP desde finales de la década de 1990 hasta su muerte en 2001, el grupo atrajo a muchos miembros separatistas de la NOI. El NBPP estuvo dirigido por Malik Zulu Shabazz - que defiende a Khalid Abdul Muhammad como el padre de facto del movimiento - hasta 2013, cuando fue sustituido por Krystal Muhammad.
En abril de 2010 Malik Zulu Shabazz nombró al líder francés supremacista[cita requerida] negro Kémi Séba como el representante del movimiento en Francia. Séba desempeña el cargo de jefe de la rama francófona del NBPP.